# Запорожье (поезд)
«Запоро́жье» (укр. Запорíжжя) № 72/71 — ночной скорый фирменный пассажирский поезд Приднепровской железной дороги сообщением «Запорожье — Киев».
Протяженность маршрута — 633 км.
На данный поезд есть возможность приобрести электронный билет.

## Информация о поезде
Поезд курсирует ежедневно. На маршруте у поезда 12 промежуточных остановок. 
До 10 декабря 2016 года поезд следовал через Синельниково, Днепр, Каменское, Вольногорск, Пятихатки, Александрию, Знаменку. Протяженность маршрута составляла 658 км, а время в пути — 10:53 / 11:08.
С 11 декабря 2016 года, с вводом нового графика движения поездов на 2016/2017 гг., несмотря на уменьшение протяженности маршрута, поезд курсирует почти на полтора часа больше от предыдущего маршрута и следует через Никополь, Кривой Рог, Долинскую.
Впервые во время курортного сезона, с 15 июля по 3 сентября 2017 года по субботам и воскресеньям, маршрут поезда продлевался до станции Геническ.
| Расписание поезда «Запоріжжя» на 2017 год | Расписание поезда «Запоріжжя» на 2017 год | Расписание поезда «Запоріжжя» на 2017 год | Расписание поезда «Запоріжжя» на 2017 год | Расписание поезда «Запоріжжя» на 2017 год |
| Прибытие                                  | Отправление                               | Маршрут                                   | Прибытие                                  | Отправление                               |
| —                                         | 17:41                                     | Запорожье                                 | 07:50                                     | —                                         |
| 05:58                                     | —                                         | Киев                                      | —                                         | 19:17                                     |
| ----------------------------------------- | ----------------------------------------- | ----------------------------------------- | ----------------------------------------- | ----------------------------------------- |

С 24 сентября 2016 года «Укрзалізниця» назначила поезд «Ночной экспресс» № 52/51 сообщением Киев — Запорожье, который следовал через день по прежнему маршруту поезда № 72/71. 

## Схема поезда
В обороте два состава формирования вагонного депо ЛВЧД-7 станции Запорожье I. В составе поезда 18 вагонов:
- 5 плацкартных
- 12 купейных
- 1 СВ.

| № вагона | Тип вагона | Число мест |
| -------- | ---------- | ---------- |
| 1        | ПЛ         | 52/2       |
| 2        | ПЛ         | 52/2       |
| 3        | ПЛ         | 52/2       |
| 4        | ПЛ         | 52/2       |
| 5        | ПЛ         | 52/2       |
| 6        | К          | 36         |
| 7        | К          | 36         |
| 8        | К          | 36         |
| 9        | К          | 36         |
| 10       | К          | 36         |
| 11       | КР         | 32/4       |
| 12       | СВ         | 18         |
| 13       | К          | 36         |
| 14       | К          | 36         |
| 15       | К          | 36         |
| 16       | К          | 36         |
| 17       | К          | 36         |
| 18       | К          | 36         |
|          | Всего:     | 706/714    |